# کولیکولوس تحتانی
کولیکولوس تحتانی (به انگلیسی: Inferior Colliculus) (به اختصار IC) (از لاتین به معنای تپه پایینی یا تحتانی آمده است) یکی از هسته های اصلی میان‌مغذ از مسیر صوتی است که ورودی چندین هسته پیرامونی از ساقه مغز و قشر شنوایی را دریافت می کند. کولیکولوس تحتانی سه زیربخش دارد: هسته مرکزی، قشر پشتی که آن را احاطه کرده و قشری که به صورت جانبی قرار گرفته است. وجود سلول‌های عصبی دو-مدی در برهمکنش‌های صوتی-حسی-پیکری خود را نشان می دهد؛ آنجا که پرتاب های هسته‌های حسی-پیکری دریافت می گردد. این یکپارچگی چندحسی ممکن است دلیل تصفیه صداهای خود فرد، ناشی از صحبت کردن، جویدن یا فعالیت‌های تنفسیش باشد.
کولیکولوس‌های تحتانی به همراه کولیکولوس‌های فوقانی، برچستگی‌های چهار کولیکولوسی (اجسام چهارقلو) را تشکیل می دهند و همچنین بخشی از ناحیه حسی میان‌مغز اند. کولیکولوس تحتانی در موقعیت دمی (کودال) نسبت به کولیکولوس فوقانی مجاور-متقابل خود، و در بالای عصب قرقره‌ای و در قاعده پرتابی هسته زانویی میانی و هسته زانویی جانبی قرار دارد.